# Eumerus tshatkalensis
Eumerus tshatkalensis är en tvåvingeart som beskrevs av Peck 1971. Eumerus tshatkalensis ingår i släktet månblomflugor, och familjen blomflugor. Inga underarter finns listade i Catalogue of Life.